# Liste des parcs de la métropole de Lyon
Cet article dresse une liste par communes des parcs, jardins et squares de la Métropole de Lyon. Si d'autres dénominations sont connues ou usitées, elles sont également mentionnées, tout comme les anciens noms sont indiqués en italiques.

## Liste d'espaces verts part type

### Liste des parcs
| Nom                                                                  | Illustration | Surface (ha) | Communes                   | Points d'intérêt principaux                                                                |
| -------------------------------------------------------------------- | ------------ | ------------ | -------------------------- | ------------------------------------------------------------------------------------------ |
| Parc de l'Accueil                                                    |              |              | Albigny-sur-Saône          |                                                                                            |
| Parc de Parilly                                                      |              | 178          | Bron                       | • Hippodrome de Parilly                                                                    |
| Parc de la Jeunesse                                                  |              |              | Caluire-et-Cuire           |                                                                                            |
| Parc Saint-Clair                                                     |              | 4            | Caluire-et-Cuire           |                                                                                            |
| Parc des Loustics                                                    |              |              | Champagne-au-Mont-d'Or     |                                                                                            |
| Parc Joly                                                            |              | 20           | Chassieu                   |                                                                                            |
| Parc Louis-Pergaud                                                   |              |              | Chassieu                   |                                                                                            |
| Parc Bourlione                                                       |              |              | Corbas                     |                                                                                            |
| Parc Maurice-Sauthier                                                |              |              | Décines-Charpieu           |                                                                                            |
| Grand parc de Miribel-Jonage                                         |              | 2 200        | Décines-Charpieu           | • Île de Miribel-Jonage • Canal de Jonage • Canal de Miribel                               |
| Bois de Serres                                                       |              | 160          | Écully                     |                                                                                            |
| Parc du Vivier                                                       |              | 7            | Écully                     |                                                                                            |
| Parc des Chênes                                                      |              |              | Écully                     |                                                                                            |
| Parc du Centre Culturel                                              |              | 1,5          | Écully                     |                                                                                            |
| Parc des Trois-Cerisiers                                             |              |              | Feyzin                     |                                                                                            |
| Parc de l'Europe                                                     |              |              | Feyzin                     |                                                                                            |
| Parc de la Mairie                                                    |              |              | Feyzin                     |                                                                                            |
| Parc de la Chauderaie                                                |              |              | Francheville               |                                                                                            |
| Parc du Grillon                                                      |              |              | Francheville               |                                                                                            |
| Parc de Rancé                                                        |              |              | Genay                      |                                                                                            |
| Grand parc de Miribel-Jonage                                         |              | 2 200        | Jonage                     | • Île de Miribel-Jonage • Canal de Jonage • Canal de Miribel                               |
| Grand parc de Miribel-Jonage                                         |              | 2 200        | Jons                       | • Île de Miribel-Jonage • Canal de Jonage • Canal de Miribel                               |
| Parc de Montvallon                                                   |              |              | Lissieu                    |                                                                                            |
| Parc Sutter                                                          |              | 0,5          | Lyon 1er                   |                                                                                            |
| Parc Bazin Parc des Accacias                                         |              | 2,1          | Lyon 3e                    |                                                                                            |
| Parc Chambovet                                                       |              | 5,2          | Lyon 3e                    |                                                                                            |
| Parc Jacob-Kaplan Parc de la Buire                                   |              | 0,5          | Lyon 3e                    |                                                                                            |
| Parc Jeanne Jugan                                                    |              |              | Lyon 3e                    |                                                                                            |
| Parc Nelson Mandela                                                  |              | 4            | Lyon 3e                    |                                                                                            |
| Parc Sisley                                                          |              | 0,9          | Lyon 3e                    |                                                                                            |
| Parc Zénith                                                          |              |              | Lyon 3e                    |                                                                                            |
| Parc Chazière                                                        |              |              | Lyon 4e                    |                                                                                            |
| Parc de la Cerisaie                                                  |              | 4,5          | Lyon 4e                    |                                                                                            |
| Parc Francis-Popy                                                    |              | 0,8          | Lyon 4e                    |                                                                                            |
| Petit parc Serin                                                     |              |              | Lyon 4e                    |                                                                                            |
| Parc du Bois de la Garde                                             |              | 0,5          | Lyon 5e                    |                                                                                            |
| Parc de Champvert                                                    |              |              | Lyon 5e                    |                                                                                            |
| Parc de la Chapelle                                                  |              |              | Lyon 5e                    |                                                                                            |
| Parc des Hauteurs                                                    |              | 3,1          | Lyon 5e                    | • Jardins du Rosaire • Jardin de la Visitation • Piste de la Sarra • Pont des Quatre-Vents |
| Parc de la Mairie                                                    |              |              | Lyon 5e                    |                                                                                            |
| Parc de la Mûrière                                                   |              |              | Lyon 5e                    |                                                                                            |
| Parc de la Passerelle                                                |              |              | Lyon 5e                    |                                                                                            |
| Parc de la Tête d'or                                                 |              | 117          | Lyon 6e                    | • Jardin zoologique de Lyon • Lac de la Tête-d'Or • Jardin botanique de Lyon               |
| Parc des berges du Rhône                                             |              | 5,5          | Lyon 7e                    |                                                                                            |
| Parc Henry-Chabert Parc de Gerland                                   |              | 80           | Lyon 7e                    |                                                                                            |
| Parc Blandan                                                         |              | 17           | Lyon 7e                    | • Château de La Motte • Caserne Sergent-Blandan                                            |
| Parc du Clos-Layat                                                   |              |              | Lyon 8e                    |                                                                                            |
| Parc Léon-Pfeffer                                                    |              |              | Lyon 8e                    |                                                                                            |
| Parc des Hautes-Feuilles                                             |              |              | Lyon 9e                    |                                                                                            |
| Parc Michèle-Mollard                                                 |              |              | Lyon 9e                    |                                                                                            |
| Parc Montel                                                          |              | 1,4          | Lyon 9e                    |                                                                                            |
| Parc de Montpellas                                                   |              | 1,5          | Lyon 9e                    |                                                                                            |
| Parc Roquette                                                        |              | 1,5          | Lyon 9e                    |                                                                                            |
| Parc du Vallon                                                       |              | 11           | Lyon 9e                    |                                                                                            |
| Parc de Lacroix-Laval                                                |              | 115          | Marcy-l'Étoile             | • Château de Lacroix-Laval                                                                 |
| Parc du Fort-de-Meyzieu                                              |              | 11,5         | Meyzieu                    |                                                                                            |
| Parc du Grand-Large                                                  |              | 2,5          | Meyzieu                    |                                                                                            |
| Grand parc de Miribel-Jonage                                         |              | 2 200        | Meyzieu                    | • Île de Miribel-Jonage • Canal de Jonage • Canal de Miribel                               |
| Parc République                                                      |              |              | Meyzieu                    |                                                                                            |
| Parc d'Ombreval                                                      |              |              | Neuville-sur-Saône         |                                                                                            |
| Parc Chabrières-Arlès                                                |              |              | Oullins                    |                                                                                            |
| Parc naturel de l'Yzeron                                             |              |              | Oullins                    |                                                                                            |
| Parc du Prado                                                        |              |              | Oullins                    |                                                                                            |
| Parc de Sanzy                                                        |              |              | Oullins                    |                                                                                            |
| Parc Georges-Manillier                                               |              | 2,8          | Pierre-Bénite              |                                                                                            |
| Parc Jean-de-la-Fontaine                                             |              |              | Pierre-Bénite              |                                                                                            |
| Parc de la Médiathèque                                               |              |              | Pierre-Bénite              |                                                                                            |
| Parc Serge-Tarassioux                                                |              |              | Pierre-Bénite              |                                                                                            |
| Parc Diego-Brosset                                                   |              |              | Rillieux-la-Pape           |                                                                                            |
| Parc des Horizons                                                    |              |              | Rillieux-la-Pape           |                                                                                            |
| Parc de Sermenaz                                                     |              |              | Rillieux-la-Pape           |                                                                                            |
| Parc de Sermenaz                                                     |              |              | Rillieux-la-Pape           |                                                                                            |
| Parc de la Velette                                                   |              |              | Rillieux-la-Pape           |                                                                                            |
| Parc de Beauregard                                                   |              |              | Saint-Genis-Laval          |                                                                                            |
| Parc de la Maison-des-Champs                                         |              |              | Saint-Genis-Laval          |                                                                                            |
| Parc de la Villa-Chapuis                                             |              |              | Saint-Genis-Laval          |                                                                                            |
| Parc des Gorges-d'Enfer                                              |              |              | Saint-Germain-au-Mont-d'Or |                                                                                            |
| Parc de Bel-Air-1                                                    |              |              | Saint-Priest               |                                                                                            |
| Parc du Colombier                                                    |              |              | Saint-Priest               |                                                                                            |
| Parc du Château                                                      |              | 2,2          | Saint-Priest               | • Parc du Radar                                                                            |
| Parc du Fort                                                         |              | 35           | Saint-Priest               |                                                                                            |
| Parc Nelson-Mandela                                                  |              |              | Saint-Priest               |                                                                                            |
| Parc des Sens                                                        |              | 0,4          | Saint-Priest               |                                                                                            |
| Parc du Brûlet                                                       |              | 4,17         | Sainte-Foy-lès-Lyon        |                                                                                            |
| Parc Bourrat                                                         |              |              | Sainte-Foy-lès-Lyon        |                                                                                            |
| Parc de la Mairie                                                    |              |              | Sainte-Foy-lès-Lyon        |                                                                                            |
| Parc Mont-Riant                                                      |              |              | Sainte-Foy-lès-Lyon        |                                                                                            |
| Parc du Haut-de-la-Combe                                             |              |              | Sathonay-Camp              |                                                                                            |
| Ile de la Table Ronde                                                |              | 25           | Solaize                    |                                                                                            |
| Parc de l'Atrium                                                     |              |              | Tassin-la-Demi-Lune        |                                                                                            |
| Parc de la Pomme                                                     |              |              | Tassin-la-Demi-Lune        |                                                                                            |
| Parc municipal Elsa-Triolet                                          |              |              | Vaulx-en-Velin             |                                                                                            |
| Parc François-Mitterrand                                             |              |              | Vaulx-en-Velin             |                                                                                            |
| Grand parc de Miribel-Jonage                                         |              | 2 200        | Vaulx-en-Velin             | • Île de Miribel-Jonage • Canal de Jonage • Canal de Miribel                               |
| Parc Louis-Dupic                                                     |              |              | Vénissieux                 |                                                                                            |
| Parc de Parilly                                                      |              | 178          | Vénissieux                 | • Hippodrome de Parilly                                                                    |
| Esplanade Geneviève-Anthonioz-de-Gaulle aussi dénommé Parc du Centre |              | 0,7          | Villeurbanne               |                                                                                            |
| Parc Chanteur                                                        |              | 0,62         | Villeurbanne               |                                                                                            |
| Parc de la Commune-de-Paris                                          |              | 2,5          | Villeurbanne               |                                                                                            |
| Parc Édouard-Glissant                                                |              | 0,34         | Villeurbanne               |                                                                                            |
| Parc Élie-Wiesel                                                     |              | 0,43         | Villeurbanne               |                                                                                            |
| Parc Étienne-Gagnaire                                                |              | 0,8          | Villeurbanne               |                                                                                            |
| Parc de la Feyssine                                                  |              | 55           | Villeurbanne               |                                                                                            |
| Parc Jacob-Hugentobler                                               |              | 0,64         | Villeurbanne               |                                                                                            |
| Parc Nathalie-Gautier                                                |              | 0,3          | Villeurbanne               |                                                                                            |
| Parc René-Dumont                                                     |              | 0,25         | Villeurbanne               |                                                                                            |
| Parc Vaclav-Havel                                                    |              | 0,34         | Villeurbanne               |                                                                                            |
| Parc Vaillant-Couturier                                              |              | 0,86         | Villeurbanne               |                                                                                            |

### Liste des jardins
| Nom                                                              | Illustration | Surface (ha) | Communes            | Points d'intérêt principaux     |
| ---------------------------------------------------------------- | ------------ | ------------ | ------------------- | ------------------------------- |
| Jardin des Droits-de-l'Homme                                     |              |              | Décines-Charpieu    |                                 |
| Jardins du Pontet                                                |              |              | Décines-Charpieu    |                                 |
| Jardin de la Condamine                                           |              |              | Écully              |                                 |
| Jardin de Malrochet                                              |              |              | Écully              |                                 |
| Jardin des Chartreux                                             |              | 1            | Lyon 1er            |                                 |
| Jardin de la Grande-Côte                                         |              |              | Lyon 1er            |                                 |
| Jardins des Plantes                                              |              |              | Lyon 1er            | • Amphithéâtre des Trois Gaules |
| Jardin de la Vieille-Benoîte                                     |              |              | Lyon 1er            |                                 |
| Jardin Villemanzy                                                |              |              | Lyon 1er            |                                 |
| Jardin d'Erevan                                                  |              |              | Lyon 2e             |                                 |
| Jardin Gabriel-Rosset                                            |              |              | Lyon 2e             |                                 |
| Jardin aquatique Jean-Couty                                      |              |              | Lyon 2e             |                                 |
| Jardin du Musée-des-Confluences                                  |              |              | Lyon 2e             |                                 |
| Jardin aquatique Ouagadougou                                     |              |              | Lyon 2e             |                                 |
| Jardin du Château                                                |              |              | Lyon 3e             |                                 |
| Jardin partagé des Coccinelles-de-Sans-Souci                     |              |              | Lyon 3e             |                                 |
| Jardin Edison                                                    |              |              | Lyon 3e             |                                 |
| Jardin Général-Charles-Delstraint                                |              |              | Lyon 3e             |                                 |
| Jardin Lavoisier                                                 |              |              | Lyon 3e             |                                 |
| Jardin partagé pédagogique La Pinède                             |              |              | Lyon 3e             |                                 |
| Jardin du Sacré-Cœur                                             |              |              | Lyon 3e             |                                 |
| Jardin partagé Vol'Terre                                         |              |              | Lyon 3e             |                                 |
| Jardins d'Artaud                                                 |              |              | Lyon 4e             |                                 |
| Jardin archéologique                                             |              |              | Lyon 5e             |                                 |
| Jardin des Curiosités Jardin de Montréal                         |              | 0,6          | Lyon 5e             |                                 |
| Jardin Francine-Chollet                                          |              |              | Lyon 5e             |                                 |
| Jardin Jean-Choux                                                |              |              | Lyon 5e             |                                 |
| Jardin de la Visitation                                          |              |              | Lyon 5e             |                                 |
| Jardin Charles,-Léopold-et-Marcel-Renard Jardin des Trois-Renard |              |              | Lyon 6e             |                                 |
| Jardin Antoine-Perrin                                            |              |              | Lyon 8e             |                                 |
| Jardin botanique de l'ISPB                                       |              |              | Lyon 8e             |                                 |
| Jardin du Combattant-d'Indochine                                 |              |              | Lyon 8e             |                                 |
| Jardin de la Laïcité                                             |              |              | Lyon 8e             |                                 |
| Jardin Pierre-Thévenin                                           |              |              | Lyon 5e             |                                 |
| Jardin du Presbytère                                             |              |              | Lyon 8e             |                                 |
| Jardin des Saules                                                |              |              | Lyon 9e             |                                 |
| Jardin des Trembles                                              |              |              | Lyon 9e             |                                 |
| Jardin de la Salamandre                                          |              |              | Oullins             |                                 |
| Jardins de l'Hôtel-de-Ville                                      |              |              | Tassin-la-Demi-Lune |                                 |
| Jardin de la Paix-et-des-Libertés                                |              |              | Vaulx-en-Velin      |                                 |
| Jardin Alexis-Jordan                                             |              |              | Villeurbanne        |                                 |
| Jardin de la Filature                                            |              |              | Villeurbanne        |                                 |
| Jardin des Mille-Couleurs                                        |              |              | Villeurbanne        |                                 |
| Jardin parrainé de Lucie                                         |              |              | Villeurbanne        |                                 |
| Jardin du Temps-des-Cerises                                      |              |              | Villeurbanne        |                                 |
| Jardin des Tout-petits-Adolphe-Lafont                            |              |              | Villeurbanne        |                                 |

### Liste des squares
| Nom                                                | Illustration | Surface (ha) | Communes         | Points d'intérêt principaux |
| -------------------------------------------------- | ------------ | ------------ | ---------------- | --------------------------- |
| Square Grimma                                      |              |              | Bron             |                             |
| Square Laurent-Bonnevay                            |              |              | Bron             |                             |
| Square André-Lassagne                              |              |              | Caluire-et-Cuire |                             |
| Square Jean-Corbel                                 |              |              | Caluire-et-Cuire |                             |
| Square Niel                                        |              |              | Caluire-et-Cuire |                             |
| Square A.-Lachenal                                 |              |              | Corbas           |                             |
| Square Bernard-Meunier                             |              |              | Corbas           |                             |
| Square du Château                                  |              |              | Craponne         |                             |
| Square Arsène-Margossian                           |              |              | Décines-Charpieu |                             |
| Square Bufflier                                    |              |              | Décines-Charpieu |                             |
| Square Général-de-Gaulle                           |              |              | Genay            |                             |
| Square Janmot                                      |              |              | Lyon 2e          |                             |
| Square Alban-Vistel Parc du Fort-de-Montluc        |              |              | Lyon 3e          |                             |
| Square d'Aubigny                                   |              |              | Lyon 3e          |                             |
| Square Château-Lacassagne                          |              |              | Lyon 3e          |                             |
| Square Daisy-Martin                                |              |              | Lyon 3e          |                             |
| Square d'Essling                                   |              |              | Lyon 3e          |                             |
| Square Noël-Aymard                                 |              |              | Lyon 3e          |                             |
| Square René-Fusier                                 |              |              | Lyon 3e          |                             |
| Square Saint-Maximin                               |              |              | Lyon 3e          |                             |
| Square Sainte-Marie-Perrin                         |              |              | Lyon 3e          |                             |
| Square Bernard-Frangin                             |              |              | Lyon 4e          |                             |
| Square Dejean                                      |              |              | Lyon 4e          |                             |
| Square Frédéric-Dard                               |              |              | Lyon 4e          |                             |
| Square Guylaine-Gouzou-Testud                      |              |              | Lyon 4e          |                             |
| Square Gustave-Ferrié                              |              |              | Lyon 4e          |                             |
| Square Joseph-Bouvier                              |              |              | Lyon 4e          |                             |
| Square Ninon-Vallin                                |              |              | Lyon 4e          |                             |
| Square du Bœuf                                     |              |              | Lyon 5e          |                             |
| Square Jean-Tricou                                 |              |              | Lyon 5e          |                             |
| Square Père-Chaillet                               |              |              | Lyon 5e          |                             |
| Square Patrick-Fillon                              |              |              | Lyon 5e          |                             |
| Square des Quatre-Colonnes                         |              |              | Lyon 5e          |                             |
| Square Capitaine-Billon                            |              |              | Lyon 6e          |                             |
| Square Jérôme-Bererd                               |              |              | Lyon 6e          |                             |
| Square de la Légion-d'Honneur                      |              |              | Lyon 6e          |                             |
| Square du Béguin                                   |              |              | Lyon 7e          |                             |
| Square Jules-Guesde                                |              |              | Lyon 7e          |                             |
| Square Monseigneur-Alfred-Ancel                    |              |              | Lyon 7e          |                             |
| Square des Amériques                               |              |              | Lyon 8e          |                             |
| Square Berchet                                     |              |              | Lyon 8e          |                             |
| Square du Corps-Expéditionnaire-Français-en-Italie |              |              | Lyon 8e          |                             |
| Square du Docteur-Biot                             |              |              | Lyon 8e          |                             |
| Square Jean-Bargoin                                |              |              | Lyon 8e          |                             |
| Square Lafont                                      |              |              | Lyon 8e          |                             |
| Square du 14e-Zouave                               |              |              | Lyon 8e          |                             |
| Square des 400                                     |              |              | Lyon 9e          |                             |
| Square Averroès                                    |              |              | Lyon 9e          |                             |
| Square Sédallian                                   |              |              | Lyon 9e          |                             |
| Square des Anciens-Combattants-d'Afrique-du-Nord   |              |              | Meyzieu          |                             |
| Square Agnès-Neyret                                |              |              | Mions            |                             |
| Square du 8-Mai-1945                               |              |              | Oullins          |                             |
| Square du 11-Novembre-1918                         |              |              | Saint-Fons       |                             |
| Square André-Malraux                               |              |              | Vaulx-en-Velin   |                             |
| Square Cazanova                                    |              |              | Vaulx-en-Velin   |                             |
| Square Louis-Aulagne                               |              |              | Vénissieux       |                             |
| Square Alice-et-André-Vansteenberghe               |              |              | Villeurbanne     |                             |
| Square Bataillon-Carmagnole-Liberté                |              |              | Villeurbanne     |                             |
| Square de la Concorde                              |              |              | Villeurbanne     |                             |
| Square du 19-Mars-1962                             |              |              | Villeurbanne     |                             |
| Square de la Doua                                  |              |              | Villeurbanne     |                             |
| Square Dreieich                                    |              |              | Villeurbanne     |                             |
| Square Évariste-Galois                             |              |              | Villeurbanne     |                             |
| Square Florian                                     |              |              | Villeurbanne     |                             |
| Square Germaine-Tillion                            |              |              | Villeurbanne     |                             |
| Square H.-Limonti                                  |              |              | Villeurbanne     |                             |
| Square Moghilev                                    |              |              | Villeurbanne     |                             |

### Autres espaces verts
| Nom                                                      | Illustration                                            | Surface (ha) | Communes            | Points d'intérêt principaux |
| -------------------------------------------------------- | ------------------------------------------------------- | ------------ | ------------------- | --------------------------- |
| Bois des Essarts                                         |                                                         |              | Bron                |                             |
| Rosa Parks                                               |                                                         |              | Bron                |                             |
| Bois de la Caille                                        |                                                         | 6            | Caluire-et-Cuire    |                             |
| Voie de la Dombes                                        |                                                         |              | Caluire-et-Cuire    |                             |
| Roseraie de Montessuy                                    |                                                         |              | Caluire-et-Cuire    |                             |
| Forêt de la Rochette                                     |                                                         |              | Caluire-et-Cuire    |                             |
| Bois Roux                                                |                                                         |              | Caluire-et-Cuire    |                             |
| Vignes du Val-Foron                                      |                                                         |              | Caluire-et-Cuire    |                             |
| Pré du Cheval                                            |                                                         |              | Craponne            |                             |
| Prairie de la Berthaudière                               |                                                         |              | Décines-Charpieu    |                             |
| Clos du Maquis                                           |                                                         |              | Fontaines-sur-Saône |                             |
| Plaine de Roy                                            |                                                         |              | Fontaines-sur-Saône |                             |
| Espace Bodin-Magneval                                    |                                                         |              | Lyon 1er            |                             |
| Espace des Droits-de-l'Homme                             |                                                         |              | Villeurbanne        |                             |
| Clos Saint-Benoît                                        |                                                         |              | Lyon 1er            |                             |
| Station Mue                                              |                                                         |              | Lyon 2e             |                             |
| Aire de jeux de la place Bir-Hakeim                      | Image illustrative de l’article Place Bir-Hakeim (Lyon) | 0,51         | Lyon 3e             |                             |
| Aire de jeux Jean-Viala                                  |                                                         |              | Lyon 3e             |                             |
| Aire de jeux Jean-Revel                                  |                                                         |              | Lyon 4e             |                             |
| Promenade Juliette-Guillot                               |                                                         |              | Lyon 8e             |                             |
| Aires de jeux Étoile-de-Mer                              |                                                         |              | Lyon 9e             |                             |
| Piste de la Sarra                                        |                                                         |              | Lyon 5e             |                             |
| Promenade d'Herbens                                      |                                                         |              | Meyzieu             |                             |
| Pré des Castors                                          |                                                         |              | Oullins             |                             |
| Bois de l'Étang                                          |                                                         |              | Quincieux           |                             |
| Promenade de la Gare                                     |                                                         |              | Villeurbanne        |                             |
| Espace de vie Abbé Bordes                                |                                                         |              | Villeurbanne        |                             |
| Esplanade de l'Europe                                    |                                                         | 1,8          | Villeurbanne        | - Fontaine des Géants       |
| Esplanade Geneviève-Anthonioz-de-Gaulle (Parc du Centre) |                                                         |              | Villeurbanne        |                             |
| Pelouse des Humanités                                    |                                                         |              | Villeurbanne        |                             |
| Pelouse du Premier-Cycle                                 |                                                         |              | Villeurbanne        |                             |
| Réserve de Crapauds                                      |                                                         |              | Villeurbanne        |                             |